# Xã Bird, Quận Macoupin, Illinois
Xã Bird (tiếng Anh: Bird Township) là một xã thuộc quận Macoupin, tiểu bang Illinois, Hoa Kỳ. Năm 2010, dân số của xã này là 308 người.